# Nicolas Tivant
Nicolas Tivant (20 de junio de 1981) es un deportista francopolinesio que compitió en judo. Ganó una medalla de bronce en el Campeonato de Oceanía de Judo de 2012 en la categoría de –81 kg.

## Palmarés internacional
| Campeonato de Oceanía | Campeonato de Oceanía | Campeonato de Oceanía | Campeonato de Oceanía |
| Año                   | Lugar                 | Medalla               | Categoría             |
| --------------------- | --------------------- | --------------------- | --------------------- |
| 2012                  | Cairns (Australia)    | Medalla de bronce     | –81 kg                |